# Самозарождение
Самозарождение — спонтанное зарождение живых существ из неживого вещества; в общем случае, самопроизвольное возникновение живого вещества из неживого. В настоящее время общепризнанным является тот факт, что зарождение целых живых организмов невозможно. Возникновение живого вещества из неживого практически невозможно в современных природных условиях. Однако, в науке активно обсуждаются потенциальные сценарии возникновения жизни на ранних этапах существования Земли.

## Развитие теории самозарождения

### Древний мир
С древних времён человечество считало, что вопрос происхождения жизни довольно однозначен. В том, что живое способно зарождаться само по себе, не вызывало никаких сомнений. Сведения о том, как различные живые существа появляются из воды, грязи и гниющих остатков, можно найти в древних китайских и индийских рукописях, египетских иероглифах и клинописях Древнего Вавилона. К примеру, народ Древнего Египта верил в существовавшее тогда убеждение о том, что лягушки, жабы, змеи и даже более крупные животные, например, крокодилы, рождаются не иначе как из слоя ила, остающегося на берегах Нила после его сезонных разливов. В Древнем Китае люди полагали, что тля возникает сама по себе на молодых побегах бамбука. Немаловажное значение в этом процессе придавалось теплу, влаге и солнечному свету. В Вавилоне люди верили, что черви появляются сами по себе в каналах.

### Античность
Убеждения в спонтанном зарождении живых существ из неживых материалов было воспринято философами Древней Греции и Рима как нечто само собой разумеющееся. В отличие от восточных цивилизаций, для которых характерным было теологическое толкование происхождения жизни, в Древней Греции наблюдается эмпиризм доэволюционных научных теорий и практически полное отсутствие религиозного подтекста. В какой-то момент под идею о самозарождении стали подводить определённую теоретическую основу, толкуя её с материалистических или идеалистических позиций.
К примеру, древнегреческий философ Фалес Милетский (конец VII-начало VI в. до н. э.), придерживавшийся стихийно-материалистических позиций, полагал, что жизнь — есть свойство, присущее материи. Он полагал, что всё на свете состоит из множества мельчайших неделимых частиц — атомов, а жизнь зарождается за счёт взаимодействия между собой сил природы — к примеру, за счёт взаимодействия атомов огня и влажной земли.
Древнегреческий философ-материалист Эмпедокл (485—425 гг. до н. э.) считал, что первые в мире живые организмы зародились в речном иле под влиянием внутреннего тепла Земли. Вслед за растениями появляются части животных, из соединения которых, впоследствии, появились первые животные организмы. Само же соединение происходило так: «Влекомые силой Любви, эти части искали друг друга и слагались в целые живые существа, причём соединения частей происходили случайно, так что образовались чудовища в виде животных с человеческими головами, многоголовые создания и т. д. Но эти уродливые твари, по учению Эмпедокла, были неспособны к продолжительному существованию и, волею Вражды, должны были погибнуть, уступив место более гармонично устроенным организмам. С течением времени по законам Любви и Вражды получились формы, приспособленные к среде и способные к размножению».
Противоположного, идеалистического подхода к теории самозарождения жизни придерживался Платон (428—347 гг. до н. э.). Он полагал, что сама по себе животная и растительная материя ни в коем случае не является живой. Живой она становится только после того, как до неё снисходит бессмертная душа, «психея». Эта идея Платона оказалась более чем жизнеспособной. В своих трудах Аристотель приводит бесчисленное множество «фактов» самозарождения живых существ. Под эти «факты» Аристотель даже подводил определённое теоретическое обоснование — он утверждал, что внезапное зарождение живых существ вызвано ни чем иным, как воздействием некоего духовного начала на до того безжизненную материю. В то же время Аристотель выражает мысли, суть которых близка к эволюционной теории: «Кроме того, возможно, что одни тела время от времени превращаются в другие, а те, в свою очередь, распадаясь, претерпевают новые превращения, и таким образом развитие и распад уравновешивают друг друга.» Аристотель был первым учёным, высказавшим идею «лестницы существ». Вот как выглядела «лестница» Аристотеля:
1) Человек;
2) Животные;
3) Зоофиты;
4) Растения;
5) Неорганическая материя.

### Средние века
Платон говорил о том, «что живые существа могли возникать из земли не только в прошлом, но возникают и сейчас в процессе гниения». Идеи «живородящего духа» и «животворящей силы» оказались невостребованными, так как во главу угла встало христианство, предполагающее единый акт творения. Ко всему прочему, вся научная деятельность находилась под контролем церкви, что отнюдь не способствовало продуктивному научному творчеству и появлению новых достижений в области органического мира.
Блаженный Августин (354—430 гг. н. э.) считал, что «Бог может заставить их рождаться от семени или происходить из неживой материи, где заложены невидимые „духовные семена“». Таким образом Августин разработал теологизированное учение о «зарождающей силе». Однако, приобретя религиозный подтекст, и без того неверная идея о самозарождении жизни потеряла всякий смысл, хотя она по-прежнему продолжала развиваться и подкреплялась всё новыми и новыми «фактами». Голландский учёный Ян Баптиста ван Гельмонт предложил такой рецепт получения мышей: открытый кувшин нужно набить нижним бельём, загрязнённым по́том и добавить туда некоторое количество пшеницы, и, приблизительно через 3 недели, появится мышь, «поскольку закваска, находившаяся в белье, проникает через пшеничную шелуху и превращает пшеницу в мышь». А Фома Аквинский, будучи известным средневековым демонологом, полагал, что большинство паразитов и других животных, вредных для сельского хозяйства, зарождаются по воле дьявола, который стремится таким изощрённым образом нанести вред человеку. «Даже те черви, которые в аду мучают грешников, возникают там в результате гниения их грехов.»

## Эпоха Возрождения
К XVI веку теория самозарождения живых организмов достигла своего апогея. В эпоху Возрождения в научном мире активно распространилась заимствованная из иудаизма легенда о големе или гомункулусе, искусственно созданном из глины, земли или другой неживой материи при помощи магических заклинаний и обрядов человека. Парацельс (1493—1541) предлагал следующий рецепт изготовления гомункула: взять «известную человеческую жидкость» (сперму) и заставить её гнить сначала 7 суток в запечатанной тыкве, а затем в течение сорока недель в лошадином желудке, ежедневно добавляя человеческую кровь. И в результате «произойдёт настоящий живой ребёнок, имеющий все члены, как дитя, родившееся от женщины, но только весьма маленького роста».

## Новое время
В середине XIX века британский зоолог Томас Гексли выдвинул теорию самозарождения жизни на основе вещества, названного им батибиус Геккеля (Bathybius haeckelii) в честь немецкого биолога Эрнста Геккеля. Позднее была доказана ошибочность теории.

## Опровержение теории самозарождения

### ОпытыФранческо Реди
Тосканский врач Франческо Реди (1626—1697) был первым человеком, экспериментально доказавшим ошибочность теории самозарождения. Он произвёл ряд опытов, доказывавших, что «черви» (личинки мух), вопреки бытовавшему в ту пору мнению, не могут зарождаться сами по себе в гниющем мясе. Реди раскладывал куски мяса в горшочки, оставляя их открытыми, либо накрывая их тонкой кисеёй или пергаментом. Все куски мяса начали гнить, но «черви» появились только на открытом мясе.
Из этого учёный сделал вполне закономерный вывод: личинки мух появляются на гниющем мясе не сами по себе, а только тогда, когда мухи могут размножаться непосредственно на мясе.
Опыты Реди серьёзно поколебали господствовавшую идею о самозарождении жизни. Однако, его выводы не были сразу приняты наукой и обществом. Это был только первый шаг на долгом и трудном пути опровержения теории самозарождения — ведь даже сам Реди «…в отношении других случаев вполне допускал возможность самозарождения; так, например, он считал, что кишечные и древесные черви возникают сами собой из гниющих материалов». На этом дискуссия не закончилась, ведь Реди опроверг только часть теории.

### Опыты Спалланцани
Итальянский учёный и священник Ладзаро Спалланцани (1729—1799 гг.) ещё в самом начале своей научной деятельности был убеждён в абсурдности теории самозарождения. Он полагал, что в рождении каждого живого существа должны быть определённые закон, порядок, мера и смысл.
Спалланцани тщательно изучил труды Реди и, придя в восторг от его опытов, вознамерился во что бы то ни стало повторить их, но только не на примере личинок мух, а на примере мельчайших организмов. И он приступил к воплощению в жизнь своего замысла.
А тем временем другой священник и натуралист, Дж. Нидхем, родом из Англии (1713—1781 гг.), был удостоен внимания Королевского общества за свои опыты с бараньей подливкой. Он кипятил баранью подливку, сливал её в бутылку, закрывал её пробкой, нагревал ещё раз, выжидал несколько дней, а затем наблюдал в микроскоп мельчайшие организмы, кишащие в подливе. Их присутствие доказывало, по его мнению, возможность самозарождения живых существ.
Спалланцани, узнав об этих опытах, пришёл в негодование и в конце концов пришёл к выводу, что тот просто недостаточно плотно закупоривает бутылку с подливкой и недостаточно долго её кипятит, таким образом, в подливке вполне могут сохраниться микроорганизмы. Тогда Спалланцани провёл целый ряд опытов, доказывающих, что Нидхем был неправ. Он брал множество склянок с семенным отваром, некоторые из которых закрывал пробкой, другие же запаивал на огне горелки. Одни он кипятил по целому часу, другие же нагревал только несколько минут. По прошествии нескольких дней Спалланцани обнаружил, что в тех склянках, которые были плотно запаяны и хорошо нагреты, никаких микроорганизмов нет — они появились только в тех бутылках, которые были неплотно закрыты и недостаточно долго прокипячены, причём, вероятнее всего, проникли туда из воздуха или же сохранились после кипячения, а вовсе не зародились сами по себе. Таким образом Спалланцани не только доказал несостоятельность концепции самозарождения, но также выявил существование мельчайших организмов, способных переносить непродолжительное — в течение нескольких минут — кипячение.
Между тем, Нидхем объединился с графом Бюффоном, и вместе они выдвинули гипотезу о Производящей силе — некоем животворящем элементе, который содержится в бараньем бульоне и семенном отваре и способен создать живые организмы из неживой материи. Аргументировали они это тем, что «Спалланцани убивает Производящую силу, когда кипятит целыми часами свои склянки, и совершенно естественно, что живые существа не могут возникнуть там, где нет этой силы». Научный мир вполне устроила эта новая концепция — ведь она помогла реабилитироваться пошатнувшейся и близкой к полному опровержению теории самозарождения. Спалланцани был настроен очень категорично, хотя бы беря во внимание тот факт, что Нидхем и Бюффон ничего не доказывали экспериментально, лишь предоставляя ничем не подкрепленные аргументы в защиту теории. Но, это не помешало практически всему научному миру поддержать их идеи. Несмотря на это, Спалланцани решил оспорить гипотезу Нидхема и Бюффона. Взяв за основу своих экспериментов их идею о том, что Производящая сила содержится именно в семенах, он набрал в склянки побольше разных семян и, едва прикрыв пробками, прокипятил эти семена в течение нескольких часов. Согласно доводам Нидхема, эта процедура должна была убить Производящую силу, но Спалланцани, естественно, обнаружил в отваре великое множество микроорганизмов, проникших туда из воздуха. Позже он повторил эксперимент, предварительно обжарив семена. Результат повторился — следовательно, теория была опровергнута. О результатах своих опытов Спалланцани заявил на всю Европу, и к нему стали серьёзно прислушиваться.
Но Нидхем и Бюффон не желали покидать поле боя. Они объявили, что Производящая сила способна сопротивляться высоким температурам, но ей необходим эластический воздух, которого лишает её Спалланцани при запаивании склянок.
В ответ на это Спалланцани провёл ещё один блестящий эксперимент — он выплавил специальную склянку с очень узким горлышком — чтобы затрачиваемое на её запаивание тепло не «выгоняло» упругий воздух и давление внутри склянки и за её пределами оставалось одинаковым. Убедившись, что даже несмотря на присутствие большого количества упругого воздуха, микроорганизмы всё же не появляются в отваре, Спалланцани праздновал победу.
Таким образом, Ладзаро Спалланцани совершил ряд важнейших открытий, послуживших не только сильным толчком на пути развенчания теории самозарождения, но и пути развития микробиологии в целом.

### ОпытыЛуи Пастера
Пастера, как и большинство учёных того времени, волновал вопрос о происхождении живых существ, изучению деятельности которых он отдал много времени и сил. Он повторял опыты Спалланцани, но сторонники теории самозарождения утверждали, что для самозарождения микроорганизмов необходим натуральный, а не нагретый воздух, так как нагревание убивало «животворящую» или «плодотворную» силу. Ко всему прочему они утверждали, что для чистоты эксперимента необходимо, чтобы в сосуд, содержащий ненагретый воздух, не проникли дрожжевые грибки. Задача показалась Пастеру невыполнимой.
Но вскоре, заручившись помощью французского учёного Антуана Балара, известного на весь мир открытием брома, он сумел найти выход из этой затруднительной ситуации. Пастер поручил своим помощникам приготовить весьма необычные колбы — их горлышки были вытянуты и загнуты книзу наподобие лебединых шей (S-образно), Балар подсказал эту идею и выдул на огне первый экземпляр. В эти колбы Пастер наливал отвар, кипятил его, не закупоривая сосуд, и оставлял в таком виде на несколько дней. По прошествии этого времени в отваре не оказывалось ни одного живого микроорганизма, несмотря на то, что ненагретый воздух свободно проникал в открытое горлышко колбы. Пастер объяснял это тем, что все микробы, содержащиеся в воздухе, просто-напросто оседают на стенках узкого горлышка и не добираются до питательной среды. Свои слова он подтвердил, хорошенько встряхнув колбу, так, чтобы бульон ополоснул стенки изогнутого горлышка, и обнаружил на этот раз в капле отвара множество микроорганизмов.

## Абиогенез

### Теория Опарина — Холдейна
В середине XX столетия внимание к проблеме самозарождения жизни вновь было привлечено советским биохимиком А. И. Опариным и английским учёным Дж. Холдейном. Они выдвинули предположение, что жизнь возникла в результате взаимодействия взвеси органических соединений («первичного бульона»), образовавшихся в бескислородных условиях на первобытной Земле. Тогда, 4 млрд лет назад, атмосфера на Земле состояла из аммиака, паров воды и углекислого газа. Под воздействием атмосферного электричества образовались органические соединения, которые положили начало нуклеиновым кислотам и белкам, генам и клеткам. Наибольшим успехом теории Опарина — Холдейна стал эксперимент, проведенный в 1953 году американским аспирантом Стэнли Миллером.

### Теория РНК-мира
К XXI веку теория Опарина — Холдейна, подразумевающая изначальное возникновение белков, практически уступила место более современной. Толчком к её разработке послужило открытие рибозимов — молекул РНК, обладающих ферментативной активностью и потому способных соединять в себе функции, которые в настоящих клетках в основном выполняют по отдельности белки и ДНК, то есть катализирование биохимических реакций и хранение наследственной информации. Таким образом, предполагается, что первые живые существа были РНК-организмами без белков и ДНК, а прообразом их мог стать автокаталитический цикл, образованный теми самыми рибозимами, способными катализировать синтез своих собственных копий.